# Liste der Monuments historiques in Moulins-Saint-Hubert
Die Liste der Monuments historiques in Moulins-Saint-Hubert führt die Monuments historiques in der französischen Gemeinde Moulins-Saint-Hubert auf.

## Liste der Objekte
| Bezeichnung | Beschreibung            | Standort                       | Kennzeichnung | Schutzstatus | Datum | Bild |
| ----------- | ----------------------- | ------------------------------ | ------------- | ------------ | ----- | ---- |
| Patene      | Silber, vergoldet, 1779 | in der Kirche St-Hubert (Lage) | PM55001040    | Classé       | 1994  |      |